# Томас-Морс TM-23
Томас-Морс TM-23 (енгл. Thomas-Morse TM-23) је амерички ловачки авион. Авион је први пут полетео 1924. године. 

Највећа брзина у хоризонталном лету је износила 269 km/h. Размах крила је био 8,12 метара а дужина 6,60 метара. Маса празног авиона је износила 870 килограма а нормална полетна маса 1227 килограма. Био је наоружан са једним митраљезом калибра 7,62 mm и једним 12,7 mm.

## Наоружање
| Наоружање авиона: Томас-Морс   |            |
| Ватрено (стрељачко) наоружање  |            |
| Топ                            |            |
| Митраљез                       |            |
| Број и ознака митраљеза        | 1 + 1      |
| Калибар                        | 7,62, 12,7 |
| Бомбардерско наоружање (бомбе) |            |
| Ракетно наоружање (ракете)     |            |